# Unholy Cross
Unholy Cross är det svenska power metal-bandet Bloodbounds fjärde studioalbum. Det släpptes i mars 2011 på AFM Records och var bandets första skiva på detta skivbolag. Skivan släpptes även i Japan, samt 2022 på vinyl.
Unholy Cross är bandets första album med sångaren Patrik Selleby (då Johansson), samt basisten Anders Broman.

## Låtlista
1. "Moria" – 5:40
2. "Drop the Bomb" – 3:56
3. "The Ones We Left Behind" – 5:21
4. "Reflections of Evil" – 4:21
5. "In for the Kill" – 4:29
6. "Together We Fight" – 5:21
7. "The Dark Side of Life" – 3:58
8. "Brothers of War" – 5:06
9. "Message from Hell" – 3:30
10. "In the Dead of Night" – 4:01
11. "Unholy Cross" – 4:46

## Medverkande
Musiker
- Patrik Selleby – sång
- Tomas Olsson – gitarr
- Henrik Olsson – gitarr
- Anders Broman – basgitarr, bakgrundssång
- Fredrik Bergh – keyboard, bakgrundssång
- Pelle Åkerlind – trummor

Bidragande musiker
- Anthony Maverick – bakgrundssång

Produktion
- Bloodbound – producent
- Per Ryberg – inspelningstekniker
- Tomas Olsson – inspelningstekniker
- Pelle Åkerlind – inspelningstekniker
- Fredrik Bergh – programmering, inspelningstekniker
- Jonas Kjellgren – mixning, mastering
- Mark Wilkinson – omslagskonst
- Carl-André Beckston – albumkonst